# Museumsgården (Møn)
Museumsgården (tidligere Høvangsgården og Skuldebjerggård, i folkmunde Hans Hansens gård) er et frilandsmuseum i Keldbylille sydøst for Stege på Møn, der er indrettet i en bondegård fra omkring år 1800. Museet indeholder bl.a. bondestuer, køkken, stalde, vogne og landbrugsredskaber.

## Historie
Gården blev opført på sin nuværende placering uden for Keldbylille i 1800 af gårdmanden Poul Bendsen. Gården er en typisk udflyttergård, hvor man har flyttet bygningen fra landsbyen ud til markerne under landboreformerne. Efter Bendsens død blev hans kone gift med Hans Hansen, der overtog gården i 1819 og drev den i mange år i første halvdel af 1800-tallet. Han døde i 1852.
Hansens barnebarn, der også hed Hans Hansen, overtog gården i 1913, og han drev landbrug med en af de første traktorer i området. Denne Hansen var historisk interesseret, og han testamenterede møblerne på gården til Nationalmuseet ved sin død i 1964. Dette resulterede i, at også gården blev bevaret. Gården blev åbnet for offentligheden som museum i 1968. Nationalmuseet overdrog Museumsgården til Møns Kommune i 1990.
I 2001 blev gården fredet.

## Beskrivelse
Gården er en firlænget hvidkalket bygning i bindingsværk med stråtag.
De fire længer består af stuehus i sydlængen, bryggers, vognport og hønsehus i vestlængen, kostald i nordlængen og hestestald i øst længen.
Der er anlagt en have på omkring 3 tønder land i 1900-tallet.